# Кальдеште-Абу-Талеби
Кальдеште-Абу-Талеби (перс. كالدشت ابوطالبي‎) или Кальдеште-Бала (перс. کالدشت بالا‎) — село на севере Ирана, в остане Тегеран. Входит в состав шахрестана Демавенд. Является частью дехестана (сельского округа) Терруд бахша Меркези.

## География
Село находится в восточной части остана, при автодороге 79, у восточной окраины города Демавенд, административного центра шахрестана.

## Население
По данным переписи 2006 года население села составляло 737 человек (409 мужчин и 328 женщин). В Кальдеште-Абу-Талеби насчитывалось 206 домохозяйств. Уровень грамотности населения составлял 74 %. Уровень грамотности среди мужчин составлял 76 %, среди женщин — 71,3 %.
В 2016 году в селе имелось 102 домохозяйства и проживало 334 человека (171 мужчина и 163 женщины).
Среди жителей распространён язык тати.